# Wildberry Lillet (Lied)
Wildberry Lillet ist ein Pop-Rap-Song der deutschen Sängerin Nina Chuba. Das Stück erschien im August 2022 als fünfte Singleauskopplung aus ihrem Debütalbum Glas und erreichte Platz eins der deutschen und österreichischen Charts.

## Hintergrund
Anfang August 2022 veröffentlichte Chuba über ihre sozialen Medien einen kurzen Ausschnitt. Am 12. August 2022 wurde Wildberry Lillet auf den Streamingplattformen veröffentlicht und erreichte Platz eins der Weekly Spotify Charts. Innerhalb von zwei Tagen zählte das Lied, das von Michael Burek und Yannick Johannknecht (Aside) produziert wurde, zwei Millionen Streams. Im September 2022 wurde ein Musikvideo mit einem Remix des Songs von Nina Chuba und der Rapperin Juju veröffentlicht.
Das Electro-House-Duo Twocolors übernahm zusammen mit den beiden Produzenten die Abmischung und darüber hinaus das Mastering der Aufnahme. Der Hersteller des namensgebenden Longdrinks, Lillet, reagiert auf den Song positiv. Da nach eigenen Angaben des Unternehmens Kooperationen erst ab einem Alter von 25 entstehen dürfen, schloss sich eine Zusammenarbeit Chubas mit Lillet aus.

## Rezeption
2024 stellte Bodo Wartke bei mehreren Live-Auftritten eine konsumkritische Adaption des als höchst „materialistisch“ interpretierten Liedes vor. Anstelle der Nennung des Longdrinks schließt Wartke den Refrain mit „Ich bin bei der FDP“.

## Kommerzieller Erfolg
Auf der Streaming-Plattform Spotify verzeichnet der Song bisher über 200 Millionen Aufrufe (Stand: August 2025).

### Chartplatzierungen
Wildberry Lillet stieg erstmals am 19. August 2022 auf Rang zwei der deutschen Singlecharts ein und erreichte in der zweiten Chartwoche vom 26. August 2022 die Chartspitze. Das Lied konnte sich 18 Wochen in den Top 10 platzieren, vier davon an der Chartspitze und zählt mit 129 Wochen in den Top 100 zu den Liedern, die am längsten in den deutschen Singlecharts verweilten. Darüber hinaus erreichte das Lied für vier Wochen die Chartspitze der deutschsprachigen Charts in Deutschland.
In Österreich erreichte das Lied am 23. August 2022 auf Rang sechs die Charts und platzierte sich ebenfalls in der zweiten Chartwoche an der Chartspitze. In der Schweiz stieg es am 21. August 2022 auf Rang 24 ein und erreichte eine Woche später mit Rang sechs seine beste Platzierung. In allen drei Ländern avancierte Wildberry Lillet zum ersten Charthit von Chuba.
2022 platzierte sich das Lied auf Rang zehn der deutschen Single-Jahrescharts sowie auf Platz 26 in Österreich und Position 52 in der Schweiz. Im Folgejahr belegte es Position vier in Deutschland, Rang sieben in Österreich und Platz 51 in der Schweiz.
| ChartsChartplatzierungen | Höchstplatzierung | Wochen |
| ------------------------ | ----------------- | ------ |
| Deutschland (GfK)        | 1 (130 Wo.)       | 130    |
| Österreich (Ö3)          | 1 (65 Wo.)        | 65     |
| Schweiz (IFPI)           | 6 (54 Wo.)        | 54     |

| ChartsJahrescharts (2022) | Platzierung |
| ------------------------- | ----------- |
| Deutschland (GfK)         | 10          |
| Österreich (Ö3)           | 26          |
| Schweiz (IFPI)            | 52          |

| ChartsJahrescharts (2023) | Platzierung |
| ------------------------- | ----------- |
| Deutschland (GfK)         | 4           |
| Österreich (Ö3)           | 7           |
| Schweiz (IFPI)            | 51          |

| ChartsJahrescharts (2024) | Platzierung |
| ------------------------- | ----------- |
| Deutschland (GfK)         | 34          |

### Auszeichnungen für Musikverkäufe
Im Oktober 2024 erhielt Wildberry Lillet eine Vierfachplatin-Schallplatte für über 120.000 verkaufte Einheiten in Österreich. In Deutschland und der Schweiz erreichte die Single Doppel-Platinstatus. Es ist Chubas kommerziell erfolgreichste Veröffentlichung. In allen drei Ländern erhielt sie hiermit ihre ersten Plattenauszeichnungen.
| Land/Region        | Auszeichnungen für Musikverkäufe (Land/Region, Auszeichnung, Verkäufe) | Verkäufe |
| ------------------ | ---------------------------------------------------------------------- | -------- |
| Deutschland (BVMI) | 2× Platin                                                              | 800.000  |
| Österreich (IFPI)  | 4× Platin                                                              | 120.000  |
| Schweiz (IFPI)     | 2× Platin                                                              | 40.000   |
| Insgesamt          | 8× Platin ·                                                            | 960.000  |